# Európa Faunája
Európa Faunája egy adatbázis, Európa központi állatrendszertani katalógusa. Az Európai Tanács kezdeményezésére hozták létre 2000-ben, mint a biodiverzitási szolgáltatások taxonomiai hátterét. Az Európa Faunája minden jelenleg ismert Európa szárazföldjén és édesvizeiben élő többsejtű élőlény tudományos nevét és élőhelyét tartalmazza egy megbízható adatbázisban. Az adatbázis egy nyilvános webportálon keresztül érhető el.
Az Európa Faunája adatbázis tartalmazza
- Európa szárazföldi és édesvízi fajtáinak taxonómiai katalógusát
- a fajták földrajzi elterjedtségét
- Európa taxonómiai szakértőinek az adatbázisát
- az európai fajok taxonómiai és biogeográfiai irodalmának bibliográfiáját
- és egy kereshető rendszertani struktúrát.

A projekt koordinátora annak indulásakor az Amszterdami Egyetem volt. Az adatbázis létrehozásában Európa különböző egyetemei és Természettudományi múzeumai vettek rész. Magyarország részéről a Természettudományi Múzeum. Az adatbázist 2015-ben átköltöztették a Berlini Természettudományi Múzeumba (Museum für Naturkunde (Berlin)) ami az európai biodiverzitási hálózat központja.